# Astragalus subbijugus
Astragalus subbijugus är en ärtväxtart som beskrevs av Carl Friedrich von Ledebour. Astragalus subbijugus ingår i släktet vedlar, och familjen ärtväxter. Inga underarter finns listade i Catalogue of Life.